# Дергачи (город)
Дергачи́ (укр. Дергачі́; до 1943 года — Деркачи́) — город в Харьковском районе Харьковской области Украины, административный центр Дергачёвской городской общины. Входит в Харьковскую агломерацию. До 17 июля 2020 года был административным центром упразднённого Дергачёвского района, в котором составлял Дергачёвский городской совет.

## Географическое положение
Город Дергачи находится на реке Лопань, в северной части города русло реки сильно изрезано ирригационными каналами, через город проходят железнодорожная магистраль Харьков-Москва и автомобильная дорога Т-2103.
Вокруг города на расстоянии до 2 км расположены сёла Емцы, Замерцы, Семеновка, Лужок, Белаши, ниже по течению реки в 3 км расположен пгт Малая Даниловка.

## История

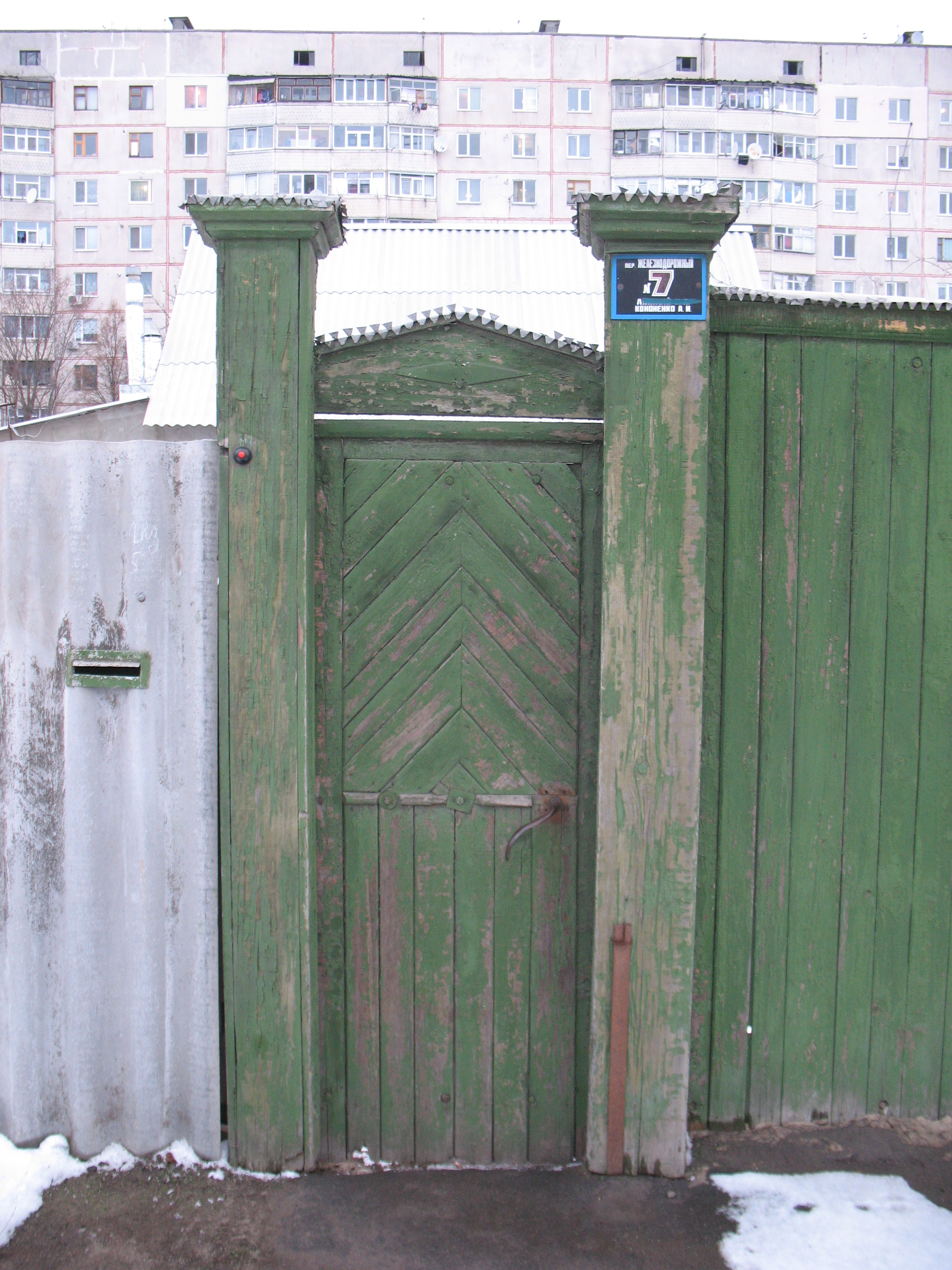
Старинные ворота

Точной версии о названии населённого пункта, подтверждённой документально, не существует. Имеется несколько версий происхождения названия. По одной из версий, название города пошло от птицы, которая в изобилии проживала в зарослях на берегах р. Лопань и близлежащих озёр — деркача. По другой версии, переселенцы пришли на территорию современного города под предводительством атамана, прозвище которого было Деркач.
Вблизи города зарегистрировано около 80 скифских курганов (V—III века до н. э.), 10 из которых раскопано. Здесь же найдены поселения Черняховской культуры (2—4 ст. н. э.).
Поселение возникло как небольшая казацкая слобода, которая была основана несколько позднее современного Харькова, то есть примерно в 1660-х годах, как форпост Харьковской укреплённой линии. 
Население войсковой слободы Деркачи в 1779 году, согласно «Ведомости, исъ какихъ именно городовъ и уездовъ Харьковское наместничество составлено и сколько было въ нихъ душъ на 1779 годъ», было большим: 2316 «войсковых обывателей», 71 «владельческая подданная» душа, 36 «владельческих подданных» «капитаньши» Катерины Земборской и 10 «крестьян» сотника Краснокутского (учитывались только мужчины; женщин не считали, так как они не платили налогов).
Таким образом, Дергачи в том году были самым крупным после Харькова населённым пунктом Харьковского уезда (2433 чел.), опередив войсковые слободы Мерефу (1244), Соколов (1118), казённые селения Липцы (1628) и Тишки русские и черкасские (1244).
- В первой половине XIX века в слободе появляются первые предприятия, такие как воскобелильный завод (1830 год), сахарорафинадный завод (около 1840 года).
- С января 1918 года город входил в «красную» Донецко-Криворожскую советскую республику.
- С апреля по декабрь 1918 года город входил в немецкую зону оккупации (державу П. Скоропадского).
- С конца декабря 1918 года город входил в «красную» УССР.
- С июня по декабрь 1919 город входил в состав белого Юга России.
- С декабря 1919 город входит в УССР.
- В 1928 году построен кирпичный завод. В 1930 году сформирована машинно-тракторная станция (теперь объединение «Сельхозтехника»).
- В 1920-1930-х годах Николаевский храм в Дергачах был канонично православным и принадлежал Харьковской и Ахтырской епархии РПЦ[6]; священником в 1932 году был Котляревский, Иаков Степанович, 1873 года рождения.[6]
- В 1937 году в посёлке проживало 17 тысяч человек. Построена больница на 40 мест, тубдиспансер, аптека, работает 36 магазинов, радиофутлярный завод, завод газовой аппаратуры, молочный завод, швейная фабрика. 28 июля 1939 года началось издание местной газеты[7].
- 19 октября 1938 года Дергачи получили статус посёлок городского типа[8].

В ходе Великой Отечественной войны Дергачи дважды были оккупированы немецкими войсками,
1. С 22 октября 1941 года по 13 февраля 1943 года (478 дней).
2. С 10 марта 1943 года по 12[9]-19 августа 1943 года (162 дня).

Бои за освобождении Дергачей от нацистов длились 8 дней, с 12 августа 1943; 19 августа город был полностью освобождён.
Для освобождения Харькова от немецкой оккупации командующий Степным фронтом И. С. Конев приказал 18 августа войскам 53-й армии начать бои за сильно укреплённый Дергачёвский лесной массив к югу от Дергачей — между Дергачами, Пересечной и Подворками; бои велись с наступлением темноты. 19 августа, с выходом на позиции советской артиллерии, немецкие войска из леса были выбиты.
Во второй половине августа 1943 года при освобождении Харькова от немецкой оккупации в Дергачах находился штаб 53-й советской армии, которой была поставлена задача окружить немецкую Харьковскую группировку с юго-запада (задача не выла выполнена).
С 1943 года советская власть без официального переименования начала использовать название «Дергачі» вместо «Деркачі».
В 1966 году население составляло 21 000 человек.
В 1970 году численность населения составляла 22 тыс. человек, здесь действовали завод турбокомпрессоров, швейная фабрика и совхоз овощемолочного направления.
В 1977 году посёлок городского типа Дергачи стал городом.
В советское время в городе и его окрестностях действовали совхозы «Дергачёвский» и «Дергачи» (в Новых Дергачах).
В январе 1989 года численность населения составляла 22 915 человек, крупнейшим предприятием являлся завод турбокомпрессоров.
В мае 1995 года Кабинет министров Украины утвердил решение о приватизации находившихся в городе завода «Энергосталь», АТП-16351, завода турбокомпрессоров, в июле 1995 года было утверждено решение о приватизации трубного завода, райсельхозтехники и совхоза.
К 20 апреля 2023 года численность населения сократилась до 16 тысяч человек.

## Объекты социальной сферы
- 4 детских сада.
- 3 школы и УВК «ОШ-ДУ».
- Стадион.
- В городе функционирует Дергачёвский краеведческий музей.
- Дом культуры.

## Экономика
- ГП «Дергачёвский моторостроительный завод» (б. филиал завода им. Малышева). Основная продукция: запчасти для мотоциклов, запчасти и комплектующие для прочей техники.
- ООО «Тодес». Основная продукция — сита для сахарных центрифуг и прочий товар для сахарной промышленности.
- ОАО «Дергачёвский завод турбокомпрессоров». Основная продукция — турбокомпрессоры, насосы.
- ООО «Агротехник». Основная продукция — железнодорожное оборудование и запчасти.
- В северной части города находятся молочно-товарная и свино-товарная фермы, машинно-тракторные мастерские.
- Тепличное хозяйство.
- Дергачёвский полигон ТБО (твёрдых бытовых отходов). Основной полигон Харькова.

## Достопримечательности
- Братская могила советских воинов.

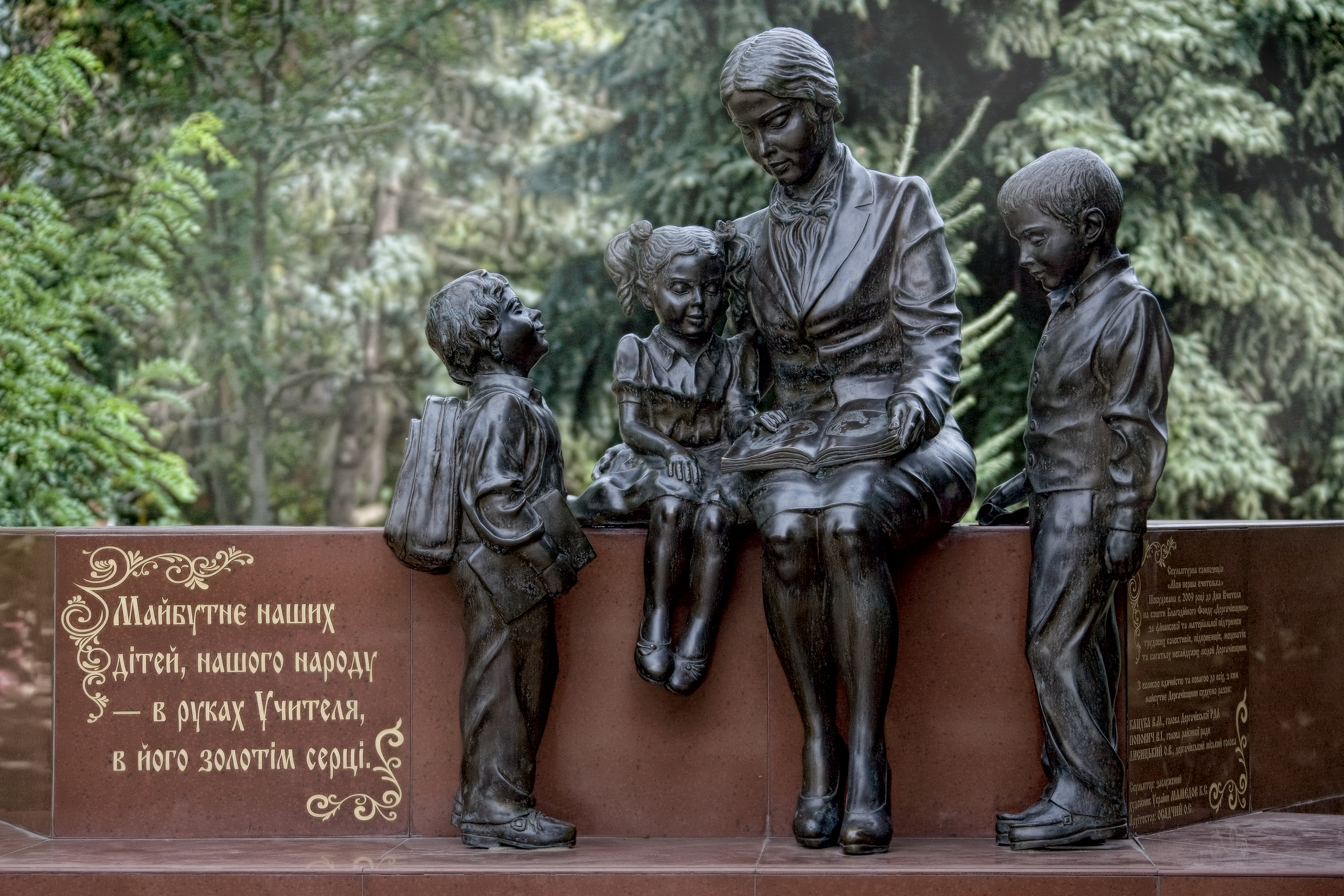
Памятник Первой Учительнице. Автор Катиб Мамедов

- Реактивный самолёт МиГ-21 на территории средней школы № 3.
- Памятник молодому Т. Г. Шевченко.
- Памятник учителям.
- Обелиск на месте дома, в котором родился А. Н. Матюшенко — революционер, моряк Черноморского флота, один из организаторов восстания на броненосце «Князь Потёмкин-Таврический» в июне 1905 года.

## Транспорт
Расстояние от районного центра до окружной дороги города Харькова составляет 8,5 км.
Через город проходят автомобильные дороги областного значения, связывающие Харьков с Золочевом и Казачьей Лопанью.
Город является важным транспортным узлом. Является железнодорожной станцией на линии Харьков — Белгород.
В городе есть железнодорожная станция Дергачи (ж/д вокзал города) и два железнодорожных остановочных пункта (Новые Дергачи и Моторная), которые расположены на железнодорожной ветке Харьков — Белгород:

## Известные уроженцы
- Ястремский, Борис Сергеевич (1877—1962) — советский статистик.
- Островерхов, Георгий Ефимович (1904—1990) — советский учёный.
- Тереля, Ирина Леонидовна (род. 1966) — советская и украинская лыжница.
- Пётр Свашенко (1891—1943) — советский публицист.
- Абраменко, Юрий Владимирович (1949—2014) — советский и украинский баянист-виртуоз, лауреат международных конкурсов.